# LiveDosGames
A LiveDosGames egy ingyenes Linux LiveCD-n. Nincs szükség semmiféle telepítésre vagy beállításra, képes CD vagy USB (MP3 lejátszó, pendrive stb…) meghajtóról egészen gyorsan betölteni (számítógéptől függően). Különlegessége, hogy tartalmaz DOS-os játékokat, amikkel akár játszhatunk is, és ha hiányolnánk kedvencünket, akkor kérvényezhetjük a weboldalukon, hogy egy következő kiadásba, vagy a következő megjelenő játékcsomagba tegyék bele. Maga a LiveDosGames projekt LiveGames néven indult Budapesten 2006-ban, majd 2008-ban a neve LiveDosGames-re változott.
A legelső, mindenki számára elérhető verzió a 0.1.0 volt, ami 2008 júniusában jött ki, jelenleg a fejlesztők a 0.3.1 verziónál tartanak.
A projekt a 2020-as években már nem működik, weboldala csak webes archívumban olvasható, a CD-képek még archívumból sem elérhetőek.